# Vanikoro cancellata
Vanikoro cancellata är en snäckart som beskrevs av Jean-Baptiste Lamarck 1822. Vanikoro cancellata ingår i släktet Vanikoro och familjen Vanikoridae. Inga underarter finns listade i Catalogue of Life.